# Prix du Bourbonnais
Prix du Bourbonnais, även kallat Prix Bourbonnais, är ett årligt travlopp för 4-9-åriga varmblod som körs på Vincennesbanan i Paris i Frankrike i december under det franska vintermeetinget. Det är ett Grupp 2-lopp, det vill säga ett lopp av näst högsta internationella klass. Loppet körs över 2850 meter med fransk voltstart. Förstapris i loppet är 54 000 euro.
Loppet är det andra av de fyra B-loppen som körs inför Prix d'Amérique varje år. Utöver Prix du Bourbonnais körs Prix de Bretagne, Prix de Bourgogne och Prix de Belgique. De tre främst placerade hästarna i respektive lopp får en inbjudan till att delta i världens största travlopp Prix d'Amérique.

## Vinnare
| År   | Häst               | Tid    | Land      | Efter            | Kusk                  | Tränare                | Tvåa               | Trea               |
| ---- | ------------------ | ------ | --------- | ---------------- | --------------------- | ---------------------- | ------------------ | ------------------ |
| 2024 | Josh Power         | 1.11,5 | Frankrike | Offshore Dream   | Éric Raffin           | Sebastien Ernault      | Émeraude de Bais   | Hokkaido Jiel      |
| 2023 | San Moteur         | 1.12,0 | Sverige   | Panne de Moteur  | Björn Goop            | Björn Goop             | Izoard Védaquais   | Gu d'Héripré       |
| 2022 | Hooker Berry       | 1.12,9 | Frankrike | Booster Winner   | Nicolas Bazire        | Jean-Michel Bazire     | Hussard du Landret | Etonnant           |
| 2021 | Etonnant           | 1.11,4 | Frankrike | Timoko           | Anthony Barrier       | Richard Westerink      | Face Time Bourbon  | Rebella Matters    |
| 2020 | Face Time Bourbon  | 1.13,8 | Frankrike | Ready Cash       | Björn Goop            | Sébastien Guarato      | Victor Ferm        | Moni Viking        |
| 2019 | Délia du Pommereux | 1.13,1 | Frankrike | Niky             | Franck Nivard         | Sylvain Roger          | Bold Eagle         | Billie de Montfort |
| 2018 | Délia du Pommereux | 1.13,0 | Frankrike | Niky             | Damien Bonne          | Sylvain Roger          | Belina Josselyn    | Bird Parker        |
| 2017 | Bird Parker        | 1'12"4 | Frankrike | Ready Cash       | Jean-Philippe Monclin | Philippe Allaire       | Bold Eagle         | Ringostarr Treb    |
| 2016 | Bold Eagle         | 1'12"7 | Frankrike | Ready Cash       | Franck Nivard         | Sébastien Guarato      | Lionel N.O.        | Voltigeur de Myrt  |
| 2015 | Un Mec d'Héripré   | 1'14"7 | Frankrike | Orlando Vici     | Franck Nivard         | Fabrice Souloy         | Moses Rob          | Village Mystic     |
| 2014 | Texas Charm        | 1'14"9 | Frankrike | Cygnus d'Odyssée | Julien Dubois         | Philippe Moulin        | Ulhan du Val       | Solvato            |
| 2013 | Triode de Fellière | 1'14"6 | Frankrike | Derby du Gîte    | Anthony Barrier       | Jean-Paul Marmion      | Ulhan du Val       | Soleil du Fossé    |
| 2012 | Ready Cash         | 1'12"9 | Frankrike | Indy de Vive     | Franck Nivard         | Thierry Duvaldestin    | Royal Dream        | Qwerty             |
| 2011 | Ready Cash         | 1'12"5 | Frankrike | Indy de Vive     | Franck Nivard         | Thierry Duvaldestin    | Severino           | Roxanne Griff      |
| 2010 | Private Love       | 1'14"5 | Frankrike | Goetmals Wood    | Matthieu Abrivard     | Fabrice Souloy         | Qwerty             | Nuit Torride       |
| 2009 | Quarla             | 1'13"7 | Frankrike | Extreme Dream    | Franck Nivard         | Claude Campain         | Oyonnax            | Paris Haufor       |
| 2008 | Magnificent Rodney | 1'14"1 | Frankrike | Coktail Jet      | Éric Raffin           | Ulf Nordin             | Olga du Biwetz     | Giuseppe Bi        |
| 2007 | Nouba du Saptel    | 1'14"7 | Frankrike | Canada           | Pascal-André Geslin   | Pascal-André Geslin    | Exploit Caf        | Lontzac            |
| 2006 | Super Light        | 1'13"9 | Sverige   | Super Arnie      | Jörgen Westholm       | Jörgen Westholm        | Niky               | Ladakh Jiel        |
| 2005 | Mara Bourbon (DH)  | 1'13"3 | Frankrike | And Arifant      | Jean-Pierre Dubois    | Jean-Pierre Dubois     |                    | Kazire de Guez     |
| 2005 | Super Light (DH)   | 1'13"9 | Sverige   | Super Arnie      | Jörgen Westholm       | Jörgen Westholm        |                    | Kazire de Guez     |
| 2004 | Jag de Bellouet    | 1'14"  | Frankrike | Viking's Way     | Christophe Gallier    | Christophe Gallier     | Jaminska           | Ilster d'Espien    |
| 2003 | Holographie        | 1'15"2 | Frankrike | Urane Sautonne   | Antoine-Paul Bézier   | Antoine-Paul Bézier    | Joyau d'Amour      | Jeanbat du Vivier  |
| 2002 | Flambeau des Pins  | 1'14"4 | Frankrike | Quiton du Coral  | Mathieu Fribault      | Mathieu Fribault       | Jirella            | Grassano           |
| 2001 | Insert Gédé        | 1'14"7 | Frankrike | Jet du Vivier    | Yves Dreux            | Yves Dreux             | Grâce Ducal        | Ipson de Mormal    |
| 2000 | Fiesta d'Anjou     | 1'15"1 | Frankrike | Urfist des Prés  | Jean-Michel Bazire    | Jean-Michel Bazire     | Gios de Jiel       | Fan Idole          |
| 1999 | Fiesta d'Anjou     | 1'15"  | Frankrike | Urfist des Prés  | Jean-Michel Bazire    | Jean-Michel Bazire     | Giant Cat          | Draga              |
| 1998 | Capitole           | 1'15"6 | Frankrike | Passionnant      | Michel Lenoir         | Michel Lenoir          | Ezira Josselyn     | Florilège          |
| 1997 | Balou Boy          | 1'15"5 | Frankrike | Moscantido       | Yves Dreux            | Yves Dreux             | Capitole           | Echo               |
| 1996 | Balou Boy          | 1'16"  | Frankrike | Moscantido       | Yves Dreux            | Yves Dreux             | Capriccio          | Volcan du Chêne    |
| 1995 | Dahir de Prélong   | 1'15"2 | Frankrike | Fakir du Vivier  | Bertrand Lefèvre      | Bertrand Lefèvre       | Balou Boy          | Cèdre du Vivier    |
| 1994 | Abo Volo           | 1'16"2 | Frankrike | Lurabo           | Paul Viel             | Paul Viel              | Blue Eyes America  | Bleuet de Crépon   |
| 1993 | Arnaqueur          | 1'15"9 | Frankrike | Fakir du Vivier  | Karim Hawas           | Ali Hawas              | Buvetier d'Aunou   | Blue Dream         |
| 1992 | Sea Cove           | 1'16"4 | Kanada    | Bonefish         | Joseph Verbeeck       | Harald Grandel         | Strabo             | Ufland             |
| 1991 | Ultra Ducal        | 1'16"1 | Frankrike | Buffet II        | Paul Viel             | Paul Viel              | Ufland             | Sébrazac           |
| 1990 | Sancho Pança       | 1'16"2 | Frankrike | Chambon P        | Joël Hallais          | Joël Hallais           | Poroto             | Québir de Chenu    |
| 1989 | Queila Gédé        | 1'16"7 | Frankrike | Gazon            | Roger Baudron         | Roger Baudron          | Ourasi             | Sabre d'Avril      |
| 1988 | Ourasi             | 1'15"9 | Frankrike | Greyhound        | Jean-René Gougeon     | Jean-René Gougeon      | Poroto             | Quito de Talonay   |
| 1987 | Pussy Cat          | 1'16"8 | Frankrike | Firstly          | Jean Raffin           | Jean Raffin            | Prince Royal       | Pontaubault        |
| 1986 | Ourasi             | 1'16"7 | Frankrike | Greyhound        | Jean-René Gougeon     | Jean-René Gougeon      | Pan de la Vaudère  | Oligo              |
| 1985 | Ourasi             | 1'17"5 | Frankrike | Greyhound        | Jean-René Gougeon     | Jean-René Gougeon      | Khali de Vrie      | Opprimé            |
| 1984 | Major de Brion     | 1'17"7 | Frankrike | Mitsouko         | Jean-Claude Hallais   | Jean-Claude Hallais    | Malouin            | Landoas            |
| 1983 | Khali de Vrie      | 1'18"5 | Frankrike | Quirinus III     | Roger Baudron         | Roger Baudron          | L'Alezan           | Lurabo             |
| 1982 | Lançon             | 1'17"9 | Frankrike | Toledo II        | Ali Hawas             | Ali Hawas              | Ianthin            | Kaiser Trot        |
| 1981 | Kisin              | 1'18"8 | Frankrike | Vallenay         | Léopold Verroken      | Léopold Verroken       | Kaiser Trot        | Katinka            |
| 1980 | Ianthin            | 1'19"9 | Frankrike | Vésuve T         | Paul Delanoé          | Marin Tribondeau       | Gadamès            | High Echelon       |
| 1979 | High Echelon       | 1'19"7 | Frankrike | Patara           | Jean-Pierre Dubois    | Jan Kruithof           | Gadamès            | Ejakval            |
| 1978 | Gamélia            | 1'19"9 | Frankrike | Hussard III      | Pierre-Léopold Marie  | Jean-Pierre Blot       | Gazon              | Grandpré           |
| 1977 | Grandpré           | 1'18"9 | Frankrike | Quouick JL       | Pierre-Désiré Allaire | Pierre-Désiré Allaire  | Écu de Retz        | Carlo d'Orsay      |
| 1976 | Bellino II         | 1'19"1 | Frankrike | Boum III         | Jean-René Gougeon     | Maurice Macheret       | Dauga              | Fakir du Vivier    |
| 1975 | Clissa             | 1'18"7 | Frankrike | Quioco           | Michel-Marcel Gougeon | Dominique de Bellaigue | Dimitria           | Chablis            |
| 1974 | Catharina          | 1'19"9 | Frankrike | Fandango         | Jean-Pierre Viel      | Jean-Pierre Viel       | Capri              | Casdar             |